# Baltische Beker 1993
De Baltische Beker van 1993 was de 14e editie van de Baltische Beker. Het toernooi werd gehouden van 2 tot met 4 juli 1993 in Estland. Letland werd voor vijfde keer kampioen. 

## Eindstand
| Team     | Pld | W | D | L | GF | GA | GD | Pts |
| -------- | --- | - | - | - | -- | -- | -- | --- |
| Letland  | 2   | 1 | 1 | 0 | 2  | 0  | +2 | 3   |
| Estland  | 2   | 1 | 0 | 1 | 2  | 3  | −1 | 2   |
| Litouwen | 2   | 0 | 1 | 1 | 1  | 2  | −1 | 1   |

## Wedstrijden

### Wedstrijd 1
|                                |         |                           |         |                                                                 |
| 2 Juli 1993 «onderlinge duels» | Estland | 0–2                       | Letland | Pärnu Rannastaadion Toeschouwers: 300 Scheidsrechter: Chelnokov |
| 2 Juli 1993 «onderlinge duels» |         | Astafjevs 52' Sarando 80' |         | Pärnu Rannastaadion Toeschouwers: 300 Scheidsrechter: Chelnokov |

### Wedstrijd 2
|                                |          |     |         |                                                                 |
| 3 Juli 1993 «onderlinge duels» | Litouwen | 0–0 | Letland | Pärnu Rannastaadion Toeschouwers: 150 Scheidsrechter: Chelnokov |
| 3 Juli 1993 «onderlinge duels» |          |     |         | Pärnu Rannastaadion Toeschouwers: 150 Scheidsrechter: Chelnokov |

### Wedstrijd 3
|                                 |                         |     |               |                                                                    |
| 4 Juli 1993 «onderlinge duels»' | Estland                 | 2–1 | Litouwen      | Pärnu Rannastaadion Toeschouwers: 800 Scheidsrechter: Roman Lajuks |
| 4 Juli 1993 «onderlinge duels»' | Zamorski 25' Bragin 39' |     | Olšanskis 60' | Pärnu Rannastaadion Toeschouwers: 800 Scheidsrechter: Roman Lajuks |

## Doelpuntmakers

### 1 doelpunt
- Sergei Zamorski
- Sergei Bragin
- Vitālijs Astafjevs
- Aleksejs Sarando
- Viktoras Olšanskis

## Kampioen
| Kampioen 1993    |
| ---------------- |
| Letland 5e titel |